# Senran Kagura
Senran Kagura (閃乱カグラ) é uma série de jogos eletrônicos desenvolvido pela Tamsoft e produzido pela Marvelous Entertainment. Os desenhos dos personagens do jogo foram projetados por Nan Yaegashi. A franquia se concentra em um grupo de jovens mulheres ninjas. Conheceu várias adaptações em mangá. Uma série animada de televisão produzida pela Artland foi transmitida entre janeiro e março de 2013.

## História
A saga Senran Kagura gira em torno da academia Hanzō, uma instituição de ensino secundário, que formam secretamente um grupo de meninas na arte do ninjitsu. A história segue Asuka, Ikaruga, Katsuragi, Yagyu e Hibari no curso de sua aprendizagem como shinobis.

## Personagens
Asuka (飛鳥)
A personagem principal da série, ela está no segundo ano. Ela quer seguir os passos de seu avô e se tornar uma grande ninja. De uma natureza otimista, um pouco ingênua e com medo de sapos, que são animais de invocação de sua família. Suas armas de escolha são os ninja-tōs transmitidos por seu avô.
Ikaruga (斑鳩)
Aluna do terceiro ano, ela é madura e leva o seu dever de ninja a sério. No entanto, ela às vezes perde o seu sangue frio. Ela é a filha adotiva de uma família rica de ninja e tem sido escolhida como a próxima chefe de sua família depois de seu irmão, que foi um ninja que falhou. Seu animal de invocação é a fênix, sua arma de escolha é a sua espada Hien, que lhe foi transmitida por seu pai adotivo.
Katsuragi (葛城)
Aluna do terceiro ano, ela é a membro mais pervertida do grupo, ela gosta de acariciar os seios de Asuka. Seu animal de invocação é o dragão oriental, as suas armas prediletas são um par de caneleiras. Ela luta para provar que ela é a mais forte e por restabelecer a honra de sua família, que foi perdida durante uma missão falhada.
Yagyū (柳生)
Aluna do primeiro ano, ela é um prodígio na arte ninja. Ela se importa muito com Hibari que ela suporta e que quer proteger a todo custo, ela a considera como sua pequena irmã, morta em um acidente de carro, porque ele se parece muito com a última. Ela usa um tapa-olho em seu olho direito, e sempre carrega um guarda-chuva (escondendo várias armas). Sua comida favorita é a lula. Seu animal de invocação é uma lula-gigante.
Hibari (雲雀)
Aluna do primeiro ano, ela é desajeitada e infantil, ela gosta de objetos kawaii. Ela é muito próxima de Yagyu que ela diz amar. Seu animal de invocação é um enorme coelho rosa. É uma das poucas pessoas que não ter um passado triste, doloroso ou sombrio.

## Jogos

### Senran Kagura: Shōjo-tachi no Shinei&Senran Kagura Burst
O primeiro episódio da série é intitulada Senran Kagura: Shōjo-tachi no Shinei (閃乱カグラ -少女達の真影-, Senran Kagura: Skirting Shadows) é um jogo de rolagem horizontal, tendo como personagens principais ninjas, ele foi lançado no Japão em 22 de setembro de 2011 para o Nintendo 3DS.
Uma sequência (ou perfect edition) Senran Kagura Burst (閃乱カグラ Burst), que contém o jogo original bem como uma nova história intitulada Guren no Shōjo-tachi (紅蓮の少女達), que permite de jogar com cinco novos personagens, foi lançado no Japão no Nintendo 3DS em 30 de agosto de 2012 e, em seguida, foi lançado em versão digital no Nintendo eShop japonês em 10 de janeiro de 2013.
O jogo foi lançado em versão física e digital na América do Norte em 14 de novembro de 2013 e 27 de fevereiro de 2014 para a Europa.

### Senran Kagura Shinovi Versus
Senran Kagura Shinovi Versus: Shōjo-tachi no Shōmei (閃乱カグラ SHINOVI VERSUS -少女達の証明-) é a sequência de Senran Kagura Burst. Ele inclui dez novos personagens e um modo online.
Foi lançado no PlayStation Vita em 28 de fevereiro de 2013 no Japão e na América do Norte em 14 de outubro de 2014, e em 15 de outubro de 2014 na Europa.
Seu lançamento é acompanhado de um jogo social, Senran Kagura: NewWave (閃乱カグラ NewWave), lançado nas plataformas móveis iOS e Android.
Também foi lançado no Steam em 1 de junho de 2016.

### Senran Kagura 2: Deep Crimson
Senran Kagura 2: Shinku (閃乱カグラ2深紅) é um jogo de ação side-scrolling feito pela mesma equipe de Senran Kagura Burst. Ele foi lançado no Nintendo 3DS em 7 de agosto de 2014 no Japão.
Nesta nova edição, é possível fazer batalhas incluindo um segundo personagem com o qual o jogador dá ordens para lutar ao seu lado. O jogo apresenta dois novos personagens principais que são Kagura e Naraku.
Os personagens do jogo são personalizáveis ao nível de equipamentos (tamanhos e as posições dos acessórios), ou ao nível de cabelos (cortes e cores). Novas funcionalidades foram incluídas, tais como a realidade aumentada, que permite se divertir com os personagens do jogo em configurações da vida real.
Esta sequência de Senran Kagura Burst também introduziu o primeiro personagem masculino jogável da série. Daidouji e Rin, personagens aparecidos originalmente em Senran Kagura Shinovi Versus em DLC fazem parte da lista de personagens jogáveis.

### Senran Kagura Estival Versus
Durante a conferência PlayStation pré-Tokyo Game Show, Senran Kagura Estival Versus foi anunciado no PlayStation 4 e PlayStation Vita para 26 de março de 2015. No mesmo dia, um lançamento para a versão física do Dekamori Senran Kagura foi anunciado em 27 de novembro de 2014.

### Senran Kagura Bon Appétit!
Senran Kagura Bon Appétit ! é um jogo de ritmo musical culinário exclusivo para o PlayStation Vita. Lançado na base para o formato digital em ambas as versões foi relançado alguns meses mais tarde, na versão física, com todo o conteúdo das duas versões digitais.

### Senran Kagura Peach Beach Splash
Senran Kagura Peach Beach Splash é anunciado no início de outubro de 2016. É um jogo de tiro em terceira pessoa. Ele foi lançado no Japão em 16 de março de 2017 quase dois anos após o lançamento de Senran Kagura Estival Versus.

## Mangá
Há atualmente cinco mangás baseados na franquia. A principal adaptação, escrita por Kenichiro Takaki e ilustrada por Amami Takatsume, começou na revista Monthly Comic Alive (月刊コミックアライブ) da editora Media Factory em 27 de agosto de 2011. Seven Seas Entertainment licenciado desde novembro de 2013 na América do Norte, sob o título de Senran Kagura: Skirting Shadows.

### Senran Kagura Spark!
Senran Kagura Spark! (閃乱カグラSpark!) é um one-shot escrito por Kenichirō Takaki e desenhado por Kyo Tanabe.

### Senran Kagura Skirting Shadows
Senran Kagura Skirting Shadows (閃乱カグラー紅蓮の蛇ー) é um mangá escrito por Kenichirō Takaki e desenhado por Amami Takatsume.

### Senran Kagura Guren no Ouroboros
Senran Kagura Guren no Ouroboros (閃乱カグラ -紅蓮の蛇-) é um mangá escrito por Kenichirō Takaki e desenhado por Manabu Aoi.

## Anime
Em abril de 2012, a revista Famitsu anunciou que uma adaptação da série animada de televisão de Senran Kagura estava em produção. Ele é produzido pelo estúdio Artland com uma criação de Takashi Watanabe e um roteiro de Takao Yoshioka. Ele é transmitido a partir de 6 de janeiro de 2013 no canal AT-X. Os doze episódios da série foram posteriormente comercializado em seis caixas de DVD/Blu-ray, incluindo diferentes bônus.
Na América do Norte, a série é transmitida em simulcast pela Funimation Entertainment.